# Bildförstärkare

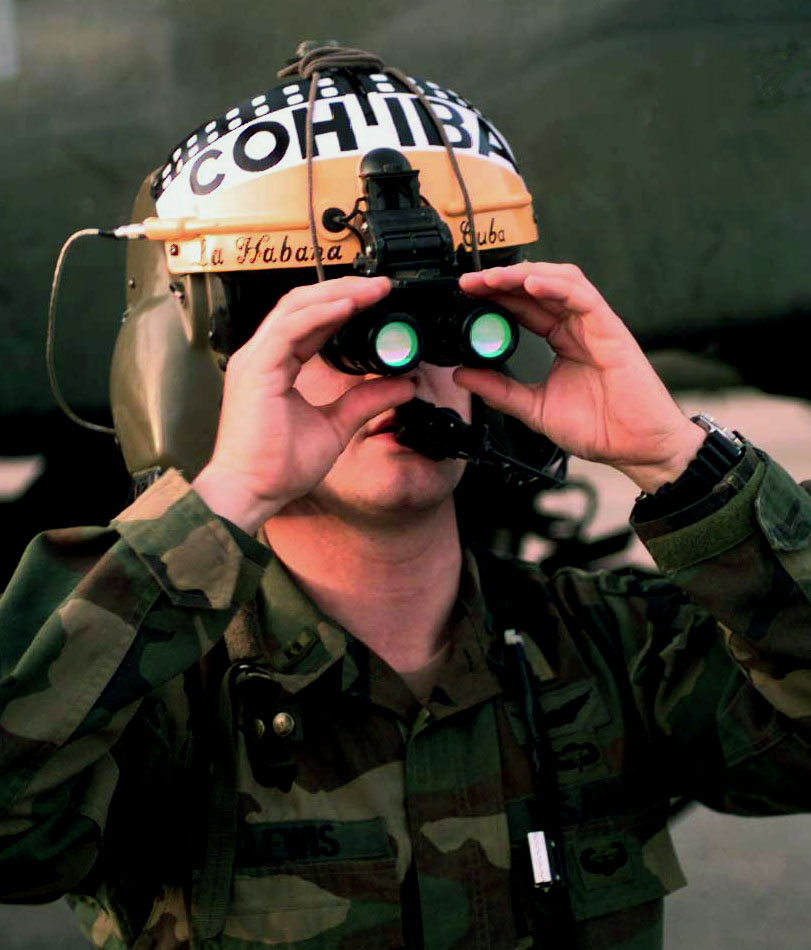
En hjälmmonterad bildförstärkare (NVG) av ANVIS6 modell

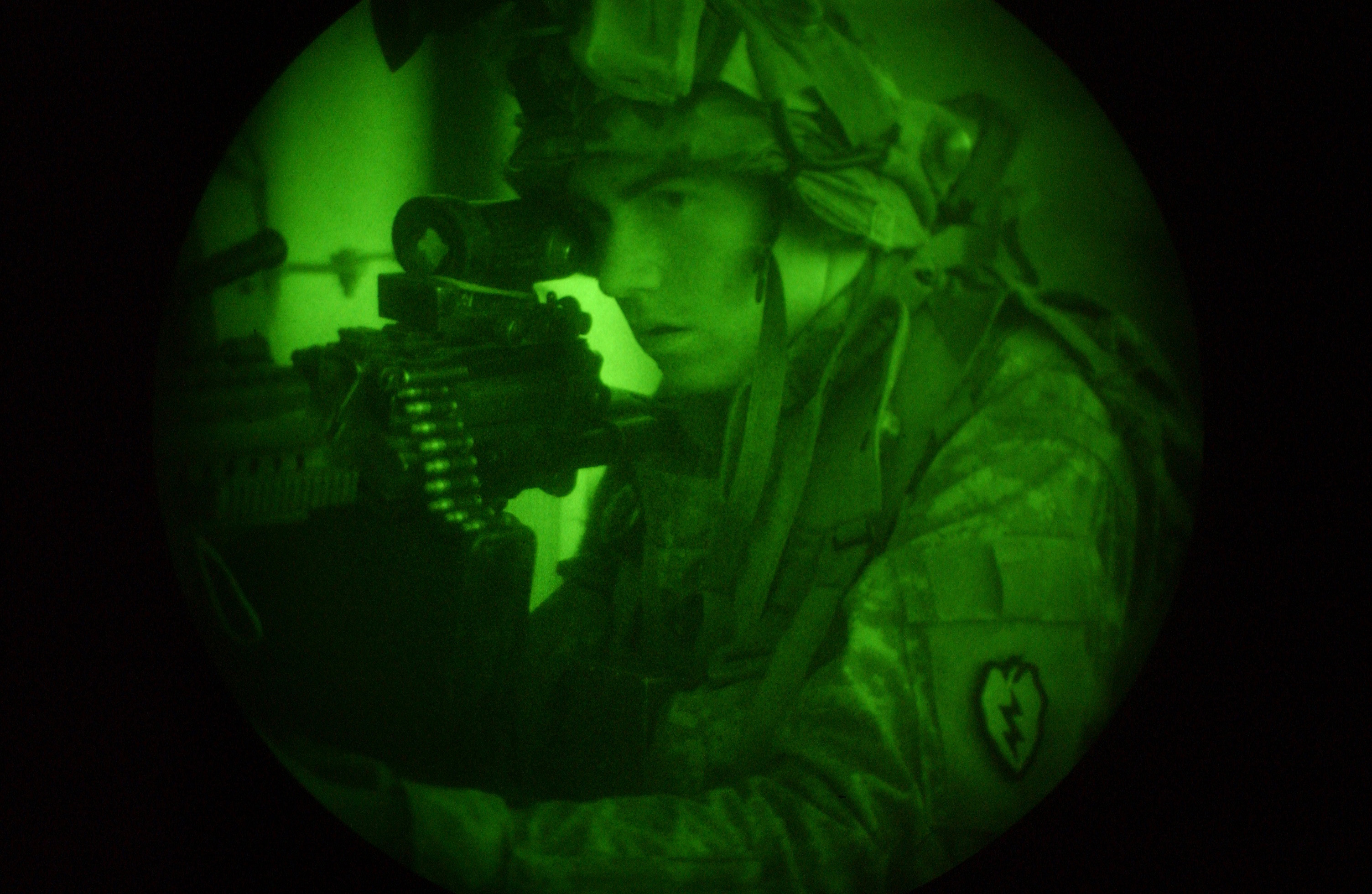
Den grönaktiga bilden som ses i en bildförstärkare

En bildförstärkare är ett elektrooptiskt system som förstärker intensiteten på det tillgängliga ljuset i ett optiskt system och gör det möjligt att se under mörkerförhållande, att testa fluorescerande material under röntgen- och gammastrålning, eller att omvandla strålning utanför det synliga området som nära infrarött (NIR) och ultraviolett ljus till synligt ljus.[källa behövs]

## Introduktion
Bildförstärkare gör det möjligt att se under mörka förhållanden och finns i flera olika format: handhållna, huvudmonterade, hjälmmonterade, vapenmonterade, fordonsmonterade och så vidare. Vanligen skadas de av att användas under höga ljusförhållanden (dagsljus, lampor, laser och liknande).
En bildförstärkare kan inte fungera i totalt mörker; det måste finnas ljus som kan detekteras och förstärkas. Modern militär bildförstärkarteknik har ett känslighetsområde mera anpassat för infrafött ljus från stjärnor och natthimmel jämfört med äldre teknik som ligger närmare det mänskliga ögats. Äldre bildförstärkare är mera beroende av månljus och deras användbarhet påverkas mycket av månfas och månens höjd.
Den vanliga bildförstärkaren är känslig för elektromagnetisk strålning i det synliga och nära infraröda våglängdsområdet (NIR). Nära infraröd strålning har liknande egenskaper som synligt ljus; det reflekteras till exempel mot ytor och kan ses genom fönster.
Att bilden i en bildförstärkare är grön är ett medvetet val då det mänskliga ögat vid dagseende, (fotopiskt seende), har sin största känslighet kring våglängden 555 nm. Det är kring denna våglängd ögat har störst förmåga att urskilja gråskalor (nyanser). Olika fosforbeläggningar ger olika nyanser och det finns numera bildförstärkarrör med blågrön, grön, gulgrön och vit bild.
Det finns två sätt att använda bildförstärkare:
- Aktivt: Kräver att någon form av energi (vanligtvis infraröd strålning) sänds ut med lampor eller laser. Tekniken användes i tidiga bildförstärkare och återfinns numera nästan enbart i billiga civila system. I militära sammanhang är en aktiv bildförstärkare problematisk då den är röjande; andra kan upptäcka ljuset och systemet på avstånd som är längre än systemets verkningsavstånd. Ofta har dock även militära bildförstärkare en svag infraröd lampa för att arbeta i handområdet (titta på kartor och liknande) och lasersikten med infrarött ljus för att markera mål och visa träffpunkt med bildförstärkare.
- Passivt: Sänder inte ut någon energi utan använder bara det svaga ljus (energi) som finns i omgivningen. Alla moderna bildförstärkare arbetar enligt denna princip.

En engelskspråkig militär term för bildförstärkare är Night Vision Device (NVD). En typ av NVD-utrustning är den form av bildförstärkare som bärs hjälmmonterad: Night Vision Goggle (NVG). En generell term för all typ av teknik som används för att spana nattetid är Night Observation Device (NOD), men den termen inkluderar mer än bildförstärkare.
Bildförstärkaren skall inte blandas ihop med värmekameran, som detekterar elektromagnetisk strålning i helt andra våglängdsområden (termisk infrarött ljus, TIR).

## Teknik
En bildförstärkare är uppbyggd av följande delar:
- Objektiv: Fokuserar infallande ljus till bildförstärkarröret.
- Bildförstärkarrör: Här sker "ljusförstärkningen".
- Okular: Fokuserar utkommande ljus från bildförstärkarröret till ögat.

Bildförstärkarrör brukar, även om det med modern teknik inte nödvändigtvis säger så mycket om hur bra de är, delas in i generationer.
- Generation 0: Utvecklades nästan samtidigt av USA, Tyskland och Storbritannien i slutet av 1930-talet och under andra världskriget. Ljuset förstärks inte utan synligt och infrarött ljus omvandlas endast till synligt ljus. Utan kraftiga infraröda strålkastare var de inte bättre än en normal kikare. Bildförstärkarröret är en variant av ett elektronrör och har hög intern spänning.
- Generation 1: Samma teknik som Generation 0, men förbättrad känslighet på fotokatoden och fosforytan ger högre prestanda och kan även förstärka synligt ljus. Förstärkningen var dock fortfarande begränsad och bildröret behövde oftast mån- eller stjärnljus för att fungera. Tillverkningsförbättringar har också ökat livslängden. Vanliga billiga bildförstärkare som säljs för privatbruk brukar vara generation 1. Introduktion av fiberoptik på 1960-talet gjorde det möjligt att minska distorsionen (ofta kallad fisheye-effekt) och att koppla samman tre generation 1-rör efter varandra (i så kallade kaskadrör), där bakomliggande bildförstärkarrör förstärkte ljuset från föregående så att mycket hög total förstärkning kunde uppnås. Även om de var otympliga (runt 40 cm långa och 3 kg tunga) var detta de första framgångsrika siktena för infanterivapen, så kallade "Starlight Scopes", och användes framgångsrikt av USA i Vietnamkriget.
- Generation 2: Detta är steget till modern bildförstärkarteknik och en helt annan konstruktion används; istället för ett elektronrör används en mikrokanalplatta (MCP). Själva bildförstärkarrör är uppbyggt av en fotokatod som överför energin från det infallande ljuset (fotoner) till ett material som då frigör elektroner (enligt den fotoelektriska effekten). Elektronerna träffar mikrokanalplattan, som består av en tunn glasskiva med miljontals snedställda kanaler. När elektronerna studsar mellan kanalernas väggar frigörs elektroner vid varje studs och antalet elektroner mångdubblas i denna process. Dessa elektroner träffar fosforplattan och energin överförs från elektronerna till ett fosforpreparat som får fotoner att frigöras ur materialet (genom så kallad excitation). Fiberoptiska plattor används för att leda in ljus framtill och visa fosforbilden baktill. Generation 2 var mycket kompaktare och lättare än föregående generationer, hade hög känslighet och förstärkning och detta med mycket förbättrad livslängd. Under vissa ljusförhållande kan de fiberoptikknippen som fiberoptikplattorna är tillverkade av synas som ett svagt sexkantigt mönster.
- Generation 2+: Kallas även Super Second Generation och är inte kategoriserad enligt det amerikanska generationssystemet. Istället består den framför allt av förfinade versioner av generation 2 med bättre känslighet, bättre förstärkning och bättre användbarhet i nära infrarött ljus. Det här är den bildförstärkarteknik som mest har utvecklas utanför USA.
- Generation 3: Fundamentalt samma teknik som generation 2, men en annan typ av fotokatod förbättrade känsligheten i det infraröda området och ett tunnfilmsfilter som skyddar mot jondegradering ökar livslängden på mikrokanalplattan. Vid mycket ljus, som vid fullmåne, är det inte någon märkbar skillnad mellan generation 2 och 3, men ju mörkare natten blir desto större blir skillnaden. Generation 3 kommer fortfarande att vara användbar när Generation 2 inte är det.
- Generation 4: Existerar egentligen inte än då de inte uppfyller livslängdskrav och liknande från den amerikanska militären, men tunnfilmsfiltret från generation 3 har ersatts av en teknik som går ut på att med mycket hög frekvens styra högspänningsdelen (auto gating) för att få bildförstärkarröret att fungera i dagsljus eller omgivningar med starkt ljus. Samma teknik kan användas på generation 2 och 3, och de senaste i generation 2+ finns med denna teknik.

## Terminologi
Det finns flera vanliga termer som används för bildförstärkarrör.

### Känslighet
En bildförstärkares känslighet mäts i mikroampere per lumen (µA/lm). Det definierar hur många elektroner som produceras per mängd ljus som träffar fotokatoden, och bör specificeras vid vilken specifik färgtemperatur det mäts, vanligt är 2 854 K vilket ligger mellan glödlampa och halogenlampa. Detta kan variera lite mellan olika tillverkare, men även mätningar vid specifika våglängder nämns på modernare bildförstärkare, som 800 nm och 850 nm i det infraröda området. Ju högre värde desto känsligare är röret.

### Upplösning
Upplösning mäts i linjepar per millimeter, lp/mm, och mäter hur många linjer vid växelvis svart och vitt som kan ses på varje millimeter av bildytan. Men detta värde beror på det som på engelska kallas Modulation Transfer Function, MTF. För de flesta bildförstärkarrör definieras upplösningen som vid vilken punkt MTF blir 3 procent eller under. Ju högre värde desto högre upplösning på röret. Det är dock viktigt att tänka på att upplösningen i lp/mm inte baseras på bildytans storlek på bildförstärkarröret, så ett bildförstärkarrör med 18mm diameter och 32 lp/mm har samma totala upplösning som ett rör med 8mm diameter och 72 lp/mm. Upplösning mäts vanligtvis i mitten och vid kanten brukar det vara något lägre, bildförstärkarrör kommer vanligtvis med värden för båda. Militär specifikation kräver vanligtvis rör med höga lp/mm värden som "mer än 72 lp/mm", vilket ger väldigt hög upplösning på militära rör som är 16–25 mm i diameter.

### Förstärkning
Ett rörs förstärkning mäts på två sätt, det vanligaste är SI-enhet cd/m²/lx (candela per kvadratmeter per lux). Det andra sättet att mäta är Fl/Fc (Foot-lamberts delat med Foot-candles). Det ställer till jämförande och marknadsföring av bildförstärkare, skillnaden mellan det två värdena är ungefär pi (3,14159). Så 10 000 cd/m²/lx är samma som 31 400 Fl/Fc. Om det inte står någon enhet på värdet kan man vanligtvis anta det är Fl/Fc.

### MTTF
MTTF är engelska för medeltid till fel, och är ett genomsnittsvärde på förväntad livslängd på bildförstärkarröret och är vanligt på produkter. Men man måste tänka på att röret konstant och sakta kommer tappa i känslighet ju äldre det blir. När förstärkning når 50 % anses röret vara förbrukat. Omgivningen påverkar också och ett rör som använts mycket i ljusare omgivningar kommer att degradera snabbare än rör som använts i mörka omgivningar. Kraftigt ljus reducerar livslängden mycket. Det anses att stänga på och av ett bildförstärkarrör inte reducerar livslängden. Civila användare tenderar att starta bildförstärkare bara när de behöver den, medan militära användare tenderar ha den igång längre perioder, vanligtvis hela tiden då de ska använda den, om de inte behöver tänka på batteriförbrukning.
Exempel på livslängder för bildförstärkarrör:
- Generation 1: 1 000 timmar
- Generation 2: 3 000–15 000 timmar
- Generation 3: 10 000–15 000 timmar.

### Företagspublikationer
- Image Intensifier (eng). Hamamatsu Photonics KK. Rev 2008. http://sales.hamamatsu.com/assets/pdf/catsandguides/II_TII0004E01.pdf. Läst 12 december 2009 Arkiverad 19 november 2008 hämtat från the Wayback Machine.